# Macarostola gamelia
Macarostola gamelia är en fjärilsart som först beskrevs av Edward Meyrick 1936.  Macarostola gamelia ingår i släktet Macarostola och familjen styltmalar. Inga underarter finns listade i Catalogue of Life.